# Biella
Biella (italienskt uttal: [ˈbjɛlla] lyssna (fil)) är en stad och kommun i provinsen Biella i regionen Piemonte, Italien. Kommunen hade 43 987 invånare (2018). Biella är huvudort i provinsen med samma namn. Kommunen gränsar till kommunerna Andorno Micca, Campiglia Cervo, Candelo, Fontainemore, Gaglianico, Occhieppo Inferiore, Occhieppo Superiore, Pettinengo, Pollone, Ponderano, Pralungo, Ronco Biellese, Sagliano Micca, Sordevolo, Tollegno, Vigliano Biellese och Zumaglia.